# Viča Sela
 Viča Sela  falu Horvátországban Krapina-Zagorje megyében. Közigazgatásilag Krapinske Toplicéhez tartozik.

## Fekvése
Zágrábtól 30 km-re északnyugatra, községközpontjától  5 km-re délkeletre a Horvát Zagorje északnyugati részén fekszik.

## Története
A településnek 1857-ben 117, 1910-ben 193 lakosa volt. Trianonig Varasd vármegye Pregradai járásához tartozott. A településnek 2001-ben 182 lakosa volt.

## Külső hivatkozások
- Krapinske Toplice község hivatalos oldala
- Krapinske Toplice turisztikai portálja